# Léon VI le Sage
Pour les articles homonymes, voir Léon VI et Le Sage.
Léon VI, dit le Sage ou le Philosophe (grec : Λέων ΣΤʹ ό Σοφός), né le 19 octobre 866 et mort le 11 mai 912, est un empereur byzantin du 29 août 886 à sa mort.
Surnommé « le Sage » à cause de ses travaux dans les domaines du droit et de l'art militaire, il fut l'élève du savant patriarche Photios Ier de Constantinople.

## Contexte historique et dynastique

### Origine familiale incertaine
Le principal mystère à propos de Léon VI reste l'identité de son père. Sa mère est Eudocie Ingérina, la femme de Basile Ier le Macédonien mais également maîtresse de Michel III. Pour les chroniqueurs liés à la dynastie macédonienne, la paternité de Basile ne fait guère de doute et s'inscrit dans une logique de légitimation de cette dynastie. En revanche, d'autres chroniqueurs, comme Syméon Métaphraste, sont plus circonspects, rappelant l'absence de réelle relation entre Michel III et sa femme, Eudocie Makrembolitissa, un mariage arrangé par la mère de Michel III. Le frère de Léon VI, Étienne, serait également issu de cette relation illégitime, à la différence d'Alexandre, son plus jeune frère, né après la mort de Michel III, assassiné par Basile Ier. 
La majorité des chroniqueurs contemporains racontent cependant une histoire différente. L'empereur Michel III avait été contraint par sa mère d'épouser Eudocie Décapolitissa, qu'il détestait, et avait pour maîtresse Eudocie Ingérina. Pour légitimer les enfants qu'il aurait avec sa maîtresse, il maria celle-ci à Basile, son favori. Léon VI et son frère Étienne seraient ainsi nés de Michel III et d'Eudocie Ingérina.
Selon Eutychius d'Alexandrie (en arabe, Sa'id Ibn al-Batriq) (937-940), Le cordon de pierres précieuses, II, 67 : 

« Après la mort de Théophile fils de Michel, roi des Rums [empereur romain], régna son fils Michel, fils de Théophile fils de Michel. Il avait un général nommé Basile à qui il avait donné le premier rang. Un jour, le roi Michel sortit pour faire une promenade dans l'île qui est en face de Constantinople... Le général Basile l'attaqua et le tua... dans l'île et s'empara du pouvoir. Basile n'était pas de la famille royale, il était d'origine slave. On lui dit « Pourquoi as-tu trouvé licite de tuer le roi ? » - « Michel, répondit-il, aimait une femme qu'il m'a ordonné d'épouser, mais sans l'approcher, de façon qu'elle ne fut ma femme que de nom et que lui cohabitât avec elle. C'est parce qu'il craignait que sa femme légitime ne vint à apprendre cela et qu'il ne lui était pas permis d'épouser une autre femme que son épouse. J'ai accepté, puis j'ai regretté et j'ai craint Dieu. Alors, j'ai considéré qu'il m'était permis de tuer le roi. ». Basile resta roi des Rums. »

### Un héritier au destin contrarié
Sa jeunesse est troublée par les sentiments d'antipathie et de dégoût que son père officiel éprouve à son égard. Tombé amoureux de Zoé Tzaoutzina (fille de Stylianos Tzaoutzès), il doit renoncer à elle pour épouser de force Théophanô Martinakia, une cousine de sa mère (882). Celle-ci s'étant plainte auprès de l'empereur d'être trompée, Basile rossa Léon en public jusqu'au sang. Peu après, un proche du patriarche Photios Ier de Constantinople, Théodore Santabarenos, accusa Léon de comploter contre Basile ; les personnes dénoncées furent arrêtées, plusieurs condamnées à l'aveuglement ou à l'exil, et peu s'en fallut que Léon ne soit aussi privé de la vue. Photios et Stylianos Tzaoutzès parvinrent à grand-peine à calmer Basile, mais le prince resta aux arrêts pendant trois ans. Malgré tout, Léon bénéficie de l'enseignement généraliste de Photios, le grand intellectuel de son temps, qui lui donne une solide assise intellectuelle dans des domaines comme la théologie, la philosophie ou la rhétorique.

## Règne

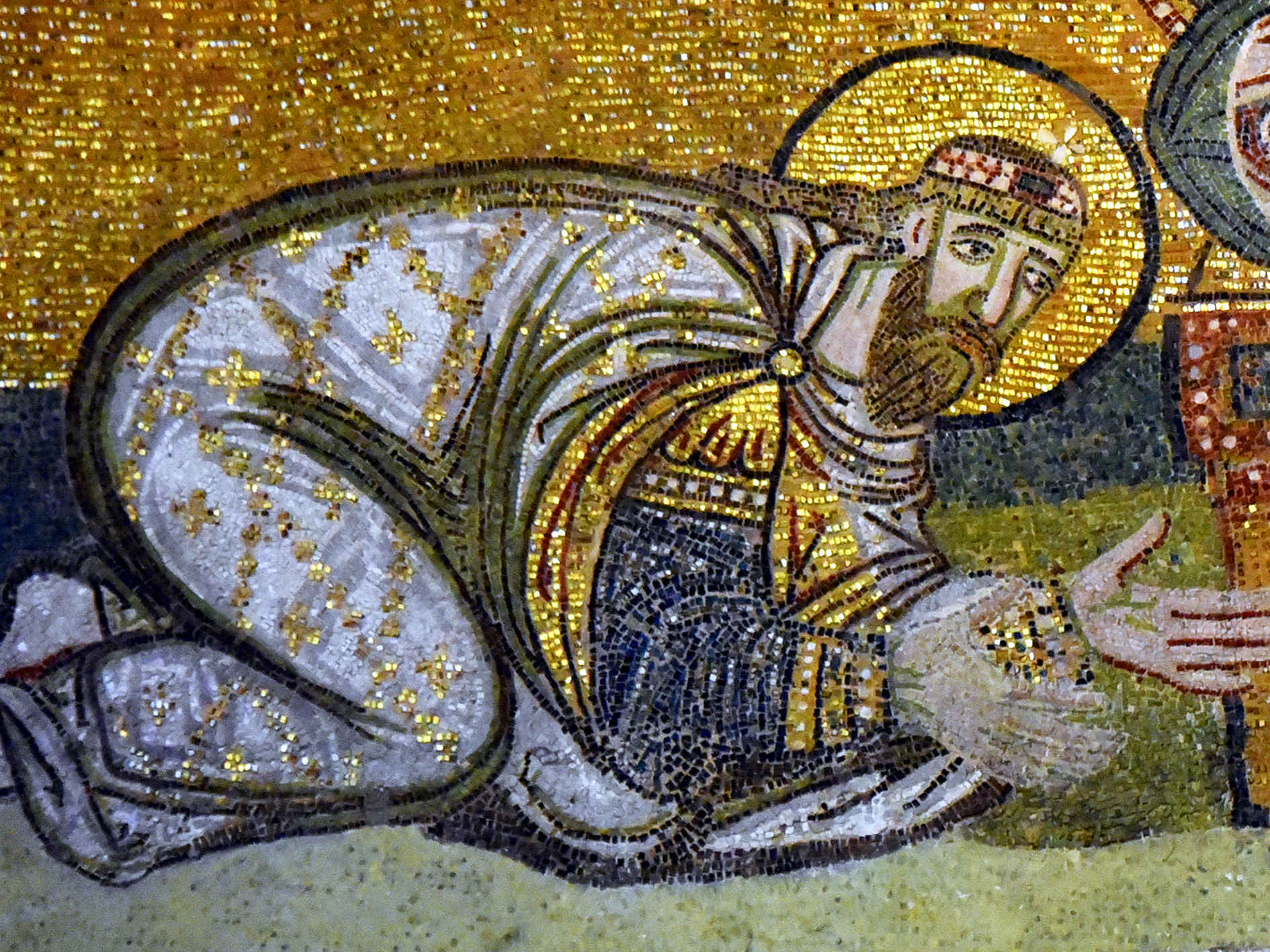
Mosaïque figurant Léon VI agenouillé devant le Christ (détail), Hagia Sophia, Istanbul.

Léon monte sur le trône à la mort de Basile Ier. Il partage théoriquement la couronne avec son frère cadet Alexandre, co-empereur, mais conformément à la tradition le pouvoir lui-même ne se partage pas, et seul l'aîné gouverne.

### Affaires intérieures
Dès son avènement, il nomme Stylianos Tzaoutzès, logothète du Drome et exile le patriarche Photios, contraint d'abdiquer un mois après le changement de règne. Le jour de Noël 886, Léon fait couronner patriarche son frère puîné Étienne, alors qu'il n'a que 19 ans ; maladif, ce dernier est aussi coopératif qu'on le lui demande.
En 899, il fait convoquer un grand synode destiné à restaurer les relations entre les Églises d'Occident et d'Orient. Pendant ce temps, Léon s'attache à la révision et à une nouvelle codification du droit romain, commencée sous Basile Ier. Les lois sont regroupées matière par matière dans des volumes spécifiques puis traduites en grec, seule langue alors comprise par le peuple et les fonctionnaires.

### Campagnes militaires

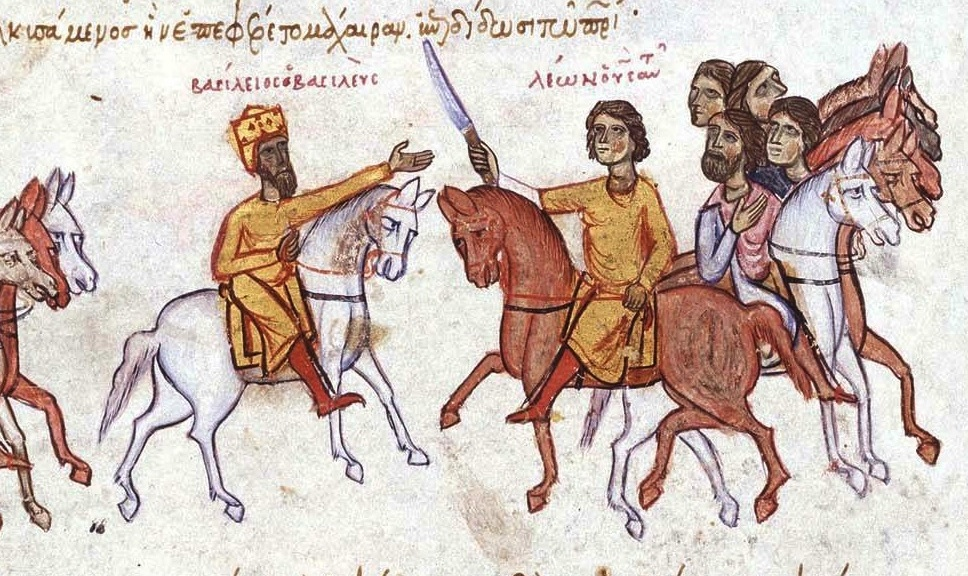
Basile Ier et Léon représentés sur le manuscrit de Jean Skylitzès.

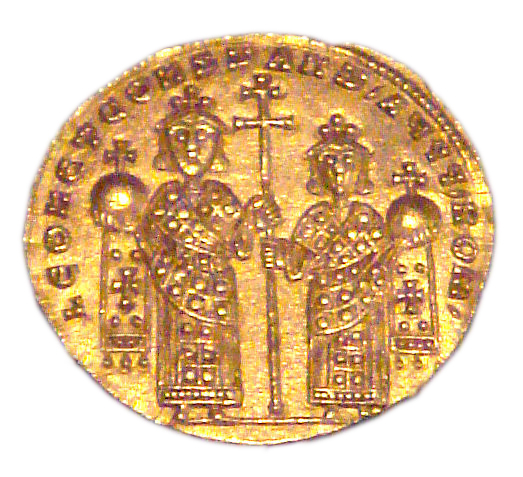
Léon VI et son fils Constantin VII sur un solidus.

Léon n'est pas aussi heureux que son prédécesseur dans ses campagnes militaires et ne mène aucune politique étrangère continue. De surcroît, la paix avec la Bulgarie est rompue au cours de son règne à la suite de la montée sur le trône de Siméon Ier de Bulgarie en 893. À l'origine de ce conflit se trouve un différend commercial entre les deux États. En effet, le monopole du commerce bulgare appartenait à deux Byzantins qui transférèrent le marché bulgare de Constantinople à Thessalonique et relevèrent fortement les taxes. Devant cette atteinte aux intérêts commerciaux bulgares, Siméon passe à l'offensive et vainc les Byzantins en 894. Ces derniers ripostent en demandant l'aide du royaume hongrois naissant qui bat plusieurs fois les Bulgares en 895 avant que ceux-ci ne fassent eux-mêmes appel aux Petchénègues qui battent les Hongrois. Cela permet à Siméon de défaire les Byzantins en 896 à la bataille de Bulgarophygon et de faire la paix avec eux moyennant le paiement d'un tribut annuel au royaume bulgare. Le tsar Siméon Ier profite de ces victoires pour obtenir l'indépendance de son Église et l'établissement d'un patriarcat.
Léon VI perd aussi le dernier point d'appui byzantin en Sicile en 902 avec la prise par les Arabes de Taormine. C'était la conséquence de la guerre avec les Bulgares qui contraignait Byzance à dégarnir ses frontières occidentales comme en témoigne le départ de Nicéphore Phocas l'Aîné d'Italie pour prendre le commandement des troupes byzantines dans les Balkans dès 894. Les musulmans ravagent aussi Thessalonique en 904. En 907, Constantinople est assiégée par les Rus' de Kiev qui réclament des avantages commerciaux. Léon les leur accorde, puis les attaque en 911, mais doit en fin de compte signer un traité commercial.
En 912, il tente vainement de reprendre la Crète aux Arabes. Il tombe malade au retour et meurt le 11 mai 912. Son fils étant encore enfant, c'est son frère, Alexandre, qui lui succède.

## Mariages et postérité
À l'époque, l'Église d'Orient considérait comme immoral pour un homme d'avoir successivement plus de deux épouses : si les deux premiers mariages étaient regardés comme nécessaires à la perpétuation de la famille, les mariages subséquents étaient considérés comme des fornications. Pour assurer sa succession, Léon VI dut cependant se marier quatre fois.

### Premier mariage
Il épouse d'abord sur ordre de son père en 886 Théophanô Martinakia, une cousine de sa mère, fille de Martinakios, noble byzantin de la famille des Martinakioi. Particulièrement laide et pieuse, Théophanô se confine dans la religion, au point de se retirer dans un couvent des Blachernes, où elle meurt le 10 novembre 896. De cette union naît une fille :
- Eudocie, morte vers 896.

### Second mariage
Veuf, Léon VI se remarie en juillet 898 avec sa maîtresse, qu'il avait renoncé à épouser en 882 pour épouser sa première femme, Zoé Tzaoutzina (morte en 899), fille de Stylianos Tzaoutzès, dont il a eu auparavant :
- Anne, née fin 887, morte en 903, épouse fin 900 Louis III l'Aveugle, empereur d'Occident[1]. La vérité de ce mariage-ci a été découverte depuis longtemps par les byzantinistes. Une lettre du patriarche Nicholas Ier Mystikos témoigne que l'empereur Léon VI le Sage de Byzance, père de Constantin VII, avait uni sa fille à un prince franc, cousin de Berta [de Tuscia], auquel il était arrivé depuis une grande infortune. Ce prince franc, gendre de Léon, ne peut être, comme on l'a reconnu depuis longtemps, que Louis III l'Aveugle, empereur d'Occident de 901 à 905, fils d'Irmingardis, cousine germaine de Berta de Tuscia, et qui fut aveuglé le 21 juillet 905. Nikolaos Mystikos, Ep. : « Le troisième mariage, ai-je dit à l'empereur, était déjà indigne de sa majesté, mais il avait une excuse dans l'accord que tu avais conclu avec le Franc. Car il était convenu que tu lui destinais comme épouse ta fille unique. C'était ce cousin (ανεφιος) de Berta auquel il est arrivé l'infortune que l'on sait. »

### Troisième mariage
Le troisième mariage se fait en 900 avec Eudocie Baïana   (Vaïani/Vayanis), mais le litige avec l'Église commence, bien que le nouveau patriarche, Antoine II Cauléas, lui accorde la dispense nécessaire. Il s'achève rapidement par la mort de l'épouse le 12 avril 901. De cette union naît :
- Basile, né et mort en avril 901.

### Quatrième mariage
Léon VI contracte une quatrième union avec Zoé Carbonopsina (morte en 919). Pour la légitimer, il épouse secrètement Zoé dans une chapelle du Grand Palais de Constantinople puis la proclame épouse et impératrice. La fureur de l'Église ne connaît alors plus de bornes et elle refuse la dispense nécessaire : c'est l'affaire de la tétragamie. L'Église est cependant divisée en deux factions, les photiens et les ignaciens (anciens partisans respectifs de Photios Ier et d'Ignace de Constantinople), et Léon sait jouer de ces divisions : il accorde le patriarcat à Euthyme Ier, sous la condition que celui-ci lui accorde la dispense de remariage. Sont issus de cette union :
- Anne, née en 903 ;
- Hélène, née en 904 ;
- Constantin VII, né le 3 septembre 905 et mort en 959.

## Travaux
Léon VI est présenté comme l'auteur de toute une série de textes publiés sous son règne, écrits soit vraiment par lui-même, soit sous son nom :
- dans le domaine juridique, le corpus appelé les Basiliques, dont la mise au point avait en fait commencé dès 877 sous Basile Ier, mais qui fut promulgué en 888 par Léon VI. Il est d'autre part l'auteur des 113 novelles qui ont été ajoutées à ce code (entre 887 et 893) pour l'adapter parfaitement à la réalité contemporaine (ce sont surtout des discours au style rhétorique[6]), et d'un Manuel (Πρόχειρον) publié en 907, qui est un sommaire et un commentaire du corpus. Ces travaux juridiques sont les plus importants depuis Justinien ;
- le Kletorologion de Philothée, publié en 899, ouvrage fixant le protocole à la cour impériale (texte intégré dans le De ceremoniis de Constantin VII, fils de Léon VI) ;
- le Livre de l'Éparque (911), adressé au préfet de Constantinople, règlement des corporations de la capitale ;
- dans le domaine de l'art militaire, d'une part les Problemata, qui sont en fait un abrégé du Strategikon attribué à l'empereur Maurice sous forme de questions-réponses, et d'autre part le Taktika de Léon VI (Constitutiones tacticæ), la plus vaste compilation byzantine dans le domaine de l'art militaire ;
- Léon VI est aussi l'auteur d'un traité en 190 chapitres sur la vie monastique, d'un important corpus de poésie liturgique qui fait de lui un des plus importants poètes ecclésiastiques byzantins (son poème le plus connu s'intitule ῼδάριον κατανυκτικόν, chant de pénitence en 31 strophes), de 40 discours (essentiellement des homélies festales, consacrées aux saints et fêtes du calendrier, mais aussi une oraison funèbre de Basile Ier et d'Eudocie Ingérina, et des discours de dédicace d'églises).

On lui attribue la diatypose, ou Liste de Léon le Sage ou encore Notice de Léon le Sage, une liste officielle des diocèses de l'Empire,. Elle aurait été élaborée à Constantinople vers 900, mais daterait plus probablement des premières années du règne d'Alexis Ier Comnène. Elle a été publiée par Heinrich Gelzer. Elle montre notamment comment l'organisation hiérarchique de l'Hellade avait été bouleversée par les invasions slaves.
D'autres textes assez nombreux lui ont été attribués à cause d'une confusion avec Léon le Philosophe, le savant du IXe siècle. Il y a notamment des textes de divination appelés les Oracles de Léon le Sage.